# Fluffy Gardens
Fluffy Gardens er en amerikansk-britisk-irsk animeret tv-serie for børnehavebørn, som udsendtes på Cartoon Network fra 2007 til 2010. Serien blev produceret tre sæsoner, hver med 80 episoder med en varighed på 7 minutter, og en fjerde sæson med 26 syvminutters episoder.